# محمد إبراهيم المصري
محمد إبراهيم المصري هو جندي مصري حاصل على وسام نجمة سيناء وهو أحد صائدي الدبابات في حرب أكتوبر.

## دوره في الحرب
هو أحد أفراد وابطال فصائل المولتيكا التي قال عنها الخبراء روسيا عند دخولها الخدمة في القوات المسلحة المصرية ان المصريين يحتاجون الي عشرات السنيين لاستيعاب كيفية عملها لأن زمن تجهيز وإطلاق الصاروخ يستغرق 100 ثانية ولا يصل إلى هذا الرقم سوي الجندي الروسي على حد زعمهم ولكن الجندي المصري استطاع ان يضرب بذلك عرض الحائط وتمكن من أن يصل بهذا الرقم إلى 40 ثانية.

## رصيده القتالي
نجح محمد المصري بصاروخ المولتيكا في تدمير 27 دبابة في نطاق عمله بمناطق وادي النخيل والفردان وتبة الشجرة وكان ينتهي من مهمته ويعود الي منطقة التمركز لتلقي المهمة التالية.

## محصلة قتاله
ومن 30 صاروخا استطاع تدمير 27 دبابة وقد عانى كثيرا في تدمير الدبابة السابعة والعشرين وانتظر متربصا لها 36 ساعة.

## تكريمه
حصل محمد إبراهيم المصري علي نجمة سيناء عام 1974

## وفاته
توفي يوم الخميس الموافق 7 نوفمبر 2024